# Anja Sturm

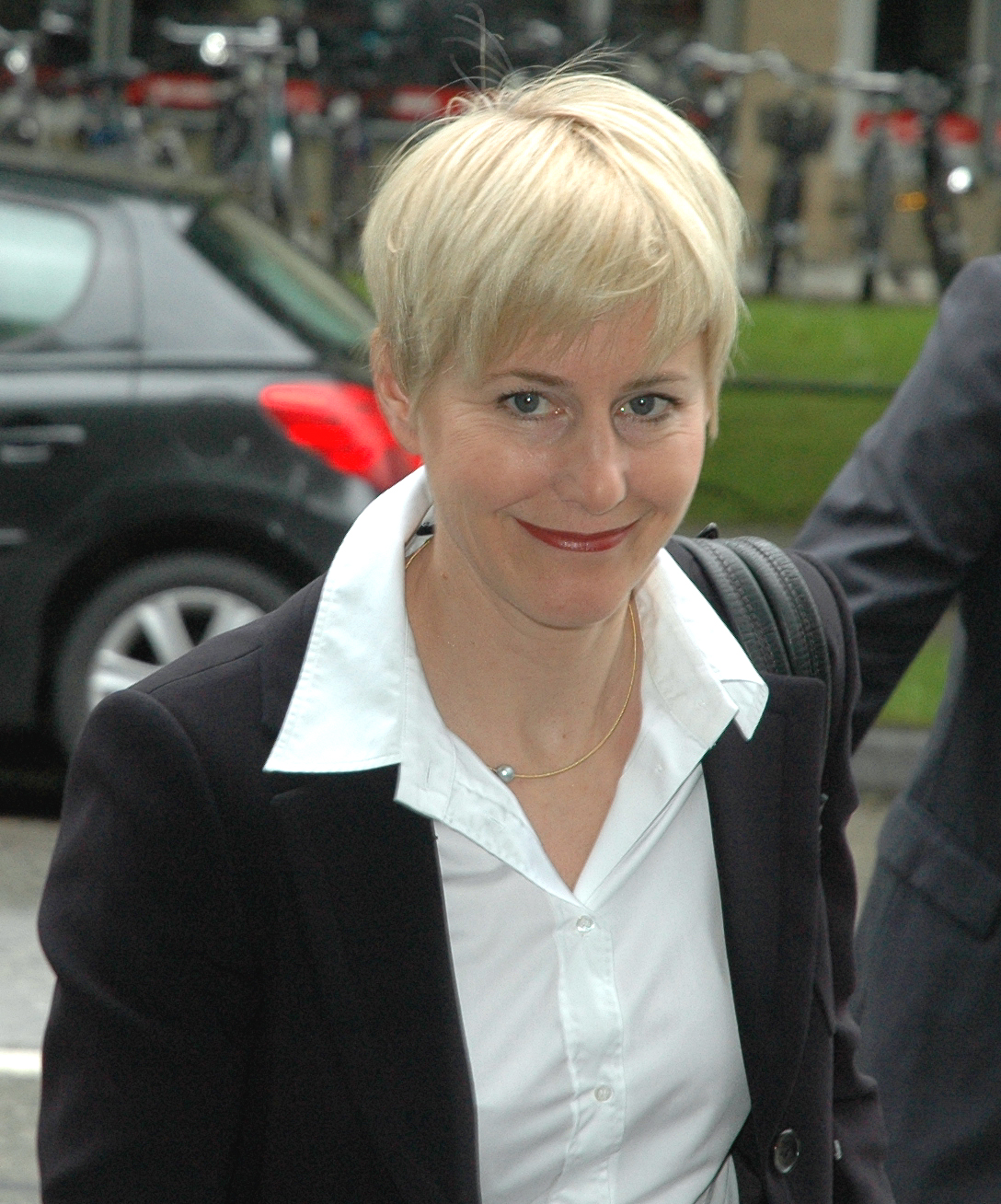
Anja Sturm vor dem Oberlandesgericht München 2013

Anja Sturm (* 1970 in Ithaca, New York, USA) ist eine amerikanisch-deutsche Rechtsanwältin. Einer breiteren Öffentlichkeit bekannt wurde sie durch die Übernahme der Verteidigung der Rechtsextremistin Beate Zschäpe, ehemaliges Mitglied der Terrorgruppe Nationalsozialistischer Untergrund (NSU).

## Leben
Anja Sturm ist gebürtige US-Amerikanerin. Sie wuchs als Älteste von drei Geschwistern in Jülich auf. Nach dem Studium der Rechtswissenschaft an der Universität Bayreuth sowie an der Christian-Albrechts-Universität zu Kiel absolvierte sie ihre Referendarzeit beim Kammergericht in Berlin. Ihre Kenntnisse des supranationalen Rechts vertiefte sie beim EU-Ministerrat in Brüssel und während längerer Aufenthalte in New York. Im Jahr 1999 machte sie sich als Rechtsanwältin in Berlin selbständig.
Seit 2003 ist Sturm Fachanwältin für Strafrecht. Nachdem sie seit 2004 in einer Kanzlei in München gearbeitet hatte, wechselte sie Anfang 2012 zur Kanzlei Weimann & Meyer in Berlin, wo sie bis Juli 2013 tätig war.
Sturm ist seit Beginn ihrer anwaltlichen Tätigkeit als Strafverteidigerin auf allen Gebieten des Strafrechts tätig, insbesondere im Wirtschafts- und Arztstrafrecht sowie auch in Kapitalstrafsachen. Während ihrer Zeit in München war sie Verteidigerin in Untreue- und Korruptionsverfahren im Zusammenhang mit Unternehmen wie Siemens, MAN und Bristol-Myers Squibb. Auch verteidigte sie in größeren Betrugsverfahren in Zusammenhang mit den Unternehmen Vodafone und ThyssenKrupp.
In Kapitalstrafverfahren war sie Verteidigerin vor der Staatsschutzkammer München im Prozess gegen Mitglieder der organisierten Kriminalität („russische Mafia“) in Bayern, dem Islamisten-Prozess beim Oberlandesgericht München sowie in Regensburg im Verfahren um den so genannten „Mord ohne Leiche“.
Seit August 2012 gehörte Sturm zusammen mit Wolfgang Heer und Wolfgang Stahl zum Verteidigungsteam von Beate Zschäpe, die als Hauptbeschuldigte im NSU-Prozess vom Generalbundesanwalt mit vier weiteren Beschuldigten vor dem Staatsschutzsenat des Oberlandesgerichtes München angeklagt wurde. Zunächst arbeitete Sturm als unbezahlte Wahlverteidigerin, im Dezember 2012 bestellte das Münchner Oberlandesgericht sie und Stahl zu weiteren Pflichtverteidigern.
Nachdem es in ihrer Berliner Kanzlei zu Unstimmigkeiten bezüglich der Übernahme der Verteidigung von Zschäpe im NSU-Prozess gekommen war, wurde im Juli 2013 eine einvernehmliche Trennung bekanntgegeben. Zum 1. August 2013 wechselte Sturm in die Kanzlei Wolfgang Heers nach Köln. Zuvor hatte sie sich erfolglos um einen Wechsel zu einer anderen Kanzlei innerhalb Berlins bemüht. Die gemeinsame Kanzlei Heer & Sturm wurde jedoch wieder aufgegeben und Anja Sturm ist als Anwältin wieder in Berlin mit einer eigenen Kanzlei tätig.
Anja Sturm ist verheiratet und Mutter von Zwillingen.